# Бхагиратхи (рукав Ганга)

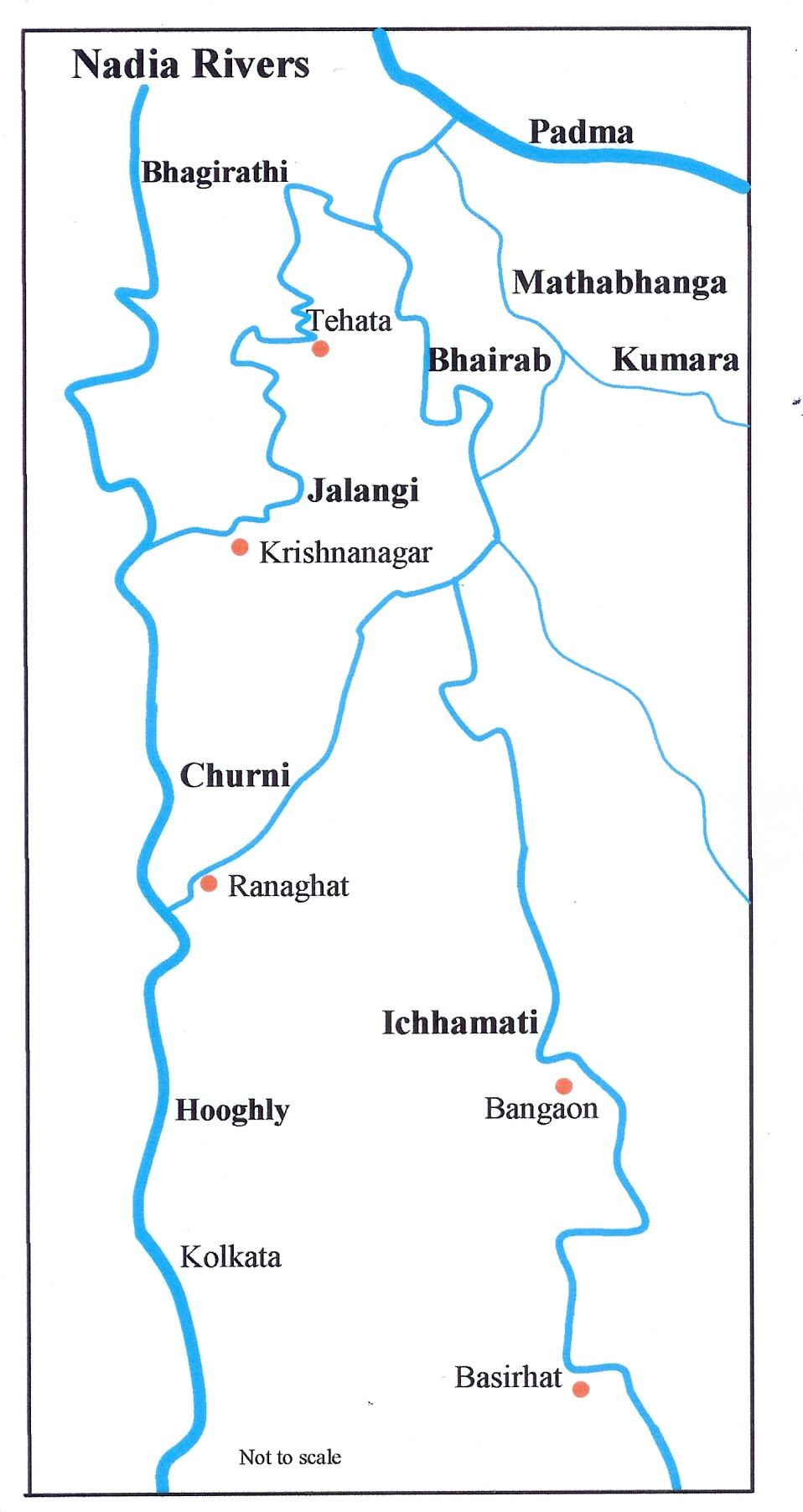

Бхагира́тхи — рукав Ганга, верхняя часть рукава Бхагиратхи-Хугли в индийском штате Западная Бенгалия. Бхагиратхи сливается с рукавом Джаланги, формируя рукав Хугли, на котором расположен город Калькутта.
Недалеко от истоков реки, возле города Тилданга, находится плотина Фаракка, которая отводит часть вод Ганга в канал. Этот канал обеспечивает Бхагиратхи и Хугли водой даже во время сухого сезона. Он идёт параллельно Гангу, сливаясь с Бхагиратхи немного выше города Джахангирпур. В том же районе река отклоняется от Ганга и поворачивает на юг, протекая через города Джиагандж-Азимгандж, Муршидабад и Бахарампур, Катва и Навадвип. У Навадвипа рукав сливается с Джаланги и получает название Хугли.